# Tony Featherstone
Anthony James „Tony“ Featherstone (* 31. Juli 1949 in Toronto, Ontario; † 30. Oktober 2021 ebenda) war ein kanadischer Eishockeyspieler, der im Verlauf seiner aktiven Karriere zwischen 1967 und 1976 unter anderem 132 Spiele für die Oakland Seals bzw. California Golden Seals und Minnesota North Stars in der National Hockey League (NHL) sowie 114 weitere für die Toronto Toros in der World Hockey Association (WHA) auf der Position des rechten Flügelstürmers bestritten hat.

## Karriere
Featherstone verbrachte seine Juniorenzeit zwischen 1967 und 1969 bei den Peterborough Petes in der Ontario Hockey Association (OHA). In diesem Zeitraum absolvierte der Stürmer insgesamt 112 Partien, in denen ihm 100 Scorerpunkte gelangen. Anschließend wurde er im NHL Amateur Draft 1969 bereits an der siebten Gesamtposition von den Oakland Seals aus der National Hockey League (NHL) ausgewählt.
Der 20-Jährige wechselte daraufhin im Sommer 1969 in den Profibereich und erhielt zum Beginn der Spielzeit 1969/70 einen Kaderplatz bei den Seals in der NHL. Den Großteil der Saison bestritt Featherstone allerdings bei den Providence Reds in der American Hockey League (AHL), während er für Oakland elf Spiele absolvierte – zwei davon in den Stanley-Cup-Playoffs 1970. Zur Saison 1970/71 schaffte der Kanadier schließlich den Sprung in den NHL-Kader des inzwischen unter dem Namen California Golden Seals firmierenden Franchises. Er stand in 67 Saisonspielen auf dem Eis und punktete dabei 16-mal, ehe ihn die Kalifornier im Oktober 1971 im Tausch für Ray Martyniuk zu den Canadiens de Montréal transferierten. In der Organisation der Habs gelang es Featherstone aufgrund der großen Konkurrenz im Kader nicht, sich in der NHL zu halten. Stattdessen nahm er eine tragende Rolle bei deren AHL-Farmteam Nova Scotia Voyageurs ein, mit denen er am Ende der Saison 1971/72 die Meisterschaft in Form des Calder Cups gewann.
Nach dem Triumph wurde der Angriffsspieler im Vorfeld des NHL Expansion Draft 1972 gemeinsam mit Glenn Resch, Denis DeJordy, Murray Anderson, Alex Campbell und später noch Germain Gagnon zu den neu gegründeten New York Islanders transferiert. Im Gegenzug entschädigten die Islanders Montréal finanziell und sicherten dem Franchise zu, bestimmte Spieler nicht im bevorstehenden Draft auszuwählen. Allerdings wurden sowohl Featherstone als auch Anderson bereits im Oktober desselben Jahres wieder an die Canadiens zurück verkauft. Featherstone absolvierte daraufhin eine weitere Saison bei den Nova Scotia Voyageurs, in der er seinen Wert für die Canadiens de Montréal durch die Berufung ins AHL First All-Star Team abermals steigerte. Ende Mai 1973 wurde er schließlich abermals mit Murray Anderson zu den Minnesota North Stars verkauft. Dort verbrachte er die Saison in der NHL und kam zu 54 Einsätzen, in denen ihm 21 Punkte gelangen.
Die Saison bei den Minnesota North Stars war Featherstones letzte Saison in der NHL, da er sich dazu entschied, im Sommer 1974 als Free Agent in seine Geburtsstadt Toronto zurückzukehren. Dafür unterschrieb er einen Dreijahresvertrag bei den Toronto Toros aus der zu dieser Zeit mit der NHL in Konkurrenz stehenden World Hockey Association (WHA). Featherstone bestritt zwei Spielzeiten bei den Toros und kam dabei zu insgesamt 114 Einsätzen. Dabei punktete er 77-mal. Aufgrund des Umzugs des Franchises nach Birmingham im US-Bundesstaat Alabama im Sommer 1976 wurde der Vertrag des Stürmers trotz noch eines offenen Vertragsjahrs ungültig, und er schloss sich zur Saison 1976/77 dem Ligakonkurrenten Edmonton Oilers an. Nachdem es ihm zum Saisonbeginn nicht gelungen war, sich dort einen Stammplatz zu erobern, beendete der 27-Jährige seine aktive Karriere umgehend.
Featherstone verstarb im Oktober 2021 im Alter von 72 Jahren in seiner Heimatstadt Toronto an den Folgen einer progressiven supranukleären Blickparese (PSP).

## Erfolge und Auszeichnungen
- 1972 Calder-Cup-Gewinn mit den Nova Scotia Voyageurs
- 1973 AHL First All-Star Team

## Karrierestatistik
(Legende zur Spielerstatistik: Sp oder GP = absolvierte Spiele; T oder G = erzielte Tore; V oder A = erzielte Assists; Pkt oder Pts = erzielte Scorerpunkte; SM oder PIM = erhaltene Strafminuten; +/− = Plus/Minus-Bilanz; PP = erzielte Überzahltore; SH = erzielte Unterzahltore; GW = erzielte Siegtore; 1 Play-downs/Relegation; Kursiv: Statistik nicht vollständig)